# Assitec Volley 2022-2023
Questa voce raccoglie le informazioni riguardanti l'Assitec Volley nelle competizioni ufficiali della stagione 2022-2023.

## Stagione
Nella stagione 2022-23 l'Assitec Volley assume la denominazione sponsorizzata di Assitec Volleyball Sant'Elia.
Partecipa per la seconda volta alla Serie A2 terminando il girone B della regular season di campionato all'ottavo posto in classifica . Disputa quindi la pool salvezza che chiude all'ottavo posto retrocedendo in serie Serie B1.

## Organigramma societario
Area direttiva
- Presidente: Silvia Parente
- Vicepresidente: Federico Nicoletti
- Direttore generale: Gino Torrice
- Direttore sportivo: Angelo Palombo

Area tecnica
- Allenatore: Giandomenico Emiliano (fino al 15 novembre 2022), Gaetano Gagliardi (dal 16 novembre 2022)
- Allenatore in seconda: Luigi Russo
- Assistente allenatore: Daniele Nicoletti
- Responsabile settore giovanile: Andrea Vizzaccaro

Area sanitaria
- Medico: Cristiano Marino

## Rosa
| N° | Nome              | Ruolo | Data di nascita  | Nazionalità sportiva |
| -- | ----------------- | ----- | ---------------- | -------------------- |
| 1  | Natasha Spinello  | P     | 15 dicembre 1998 | Italia               |
| 3  | Noemi Moschettini | P     | 27 maggio 2003   | Italia               |
| 4  | Chiara Costagli   | S     | 17 luglio 1998   | Italia               |
| 5  | Giulia Polesello  | C     | 8 aprile 2004    | Italia               |
| 7  | Eliise Hollas     | C     | 29 dicembre 1993 | Estonia              |
| 8  | Aurora Giorgetta  | O     | 23 giugno 2004   | Italia               |
| 9  | Giada Di Mario    | L     | 4 settembre 2004 | Italia               |
| 10 | Martina Ghezzi    | S     | 20 agosto 2001   | Italia               |
| 11 | Danijela Džaković | S     | 4 maggio 1994    | Montenegro           |
| 12 | Irene Botarelli   | O     | 18 giugno 1996   | Italia               |
| 13 | Asia Cogliandro   | C     | 12 gennaio 1996  | Italia               |
| 18 | Federica Vittorio | L     | 8 dicembre 1991  | Italia               |

## Mercato
| Acquisti | Acquisti          | Acquisti        | Acquisti   |
| R.       | Nome              | da              | Modalità   |
| -------- | ----------------- | --------------- | ---------- |
| O        | Irene Botarelli   | Trentino Rosa   | definitivo |
| C        | Asia Cogliandro   | Talmassons      | definitivo |
| L        | Giada Di Mario    | Volleyrò        | definitivo |
| S        | Danijela Džaković | Aragona         | definitivo |
| S        | Martina Ghezzi    | Helvia Recina   | definitivo |
| O        | Aurora Giorgetta  | AGIL            | definitivo |
| C        | Eliise Hollas     | Duo             | definitivo |
| P        | Noemi Moschettini | Savino Del Bene | definitivo |
| C        | Giulia Polesello  | Volleyrò        | definitivo |
| P        | Natasha Spinello  | Olimpia Teodora | definitivo |
| L        | Federica Vittorio | Aragona         | definitivo |

| Cessioni | Cessioni              | Cessioni               | Cessioni   |
| R.       | Nome                  | a                      | Modalità   |
| -------- | --------------------- | ---------------------- | ---------- |
| C        | Ilenia Cecchi         | Soverato               | definitivo |
| O        | Emanuela Fiore        | Bologna                | definitivo |
| L        | Martina Lorenzini     | ?                      | ?          |
| S        | Silvia Lotti          | Firenze                | definitivo |
| C        | Alessia Montechiarini | Altino                 | definitivo |
| O        | Chiara Muzi           | Castelfranco           | definitivo |
| P        | Flavia Nenni          | Ostia                  | definitivo |
| P        | Federica Saccani      | Bologna                | definitivo |
| S        | Nicole Tellaroli      | Volta                  | definitivo |
| C        | Ylenia Vanni          | San Salvatore Telesino | definitivo |

## Risultati

### Serie A2

#### Girone di andata
| 1ª Giornata - 23 ottobre 2022 PalaIaquaniello, Sant'Elia Fiumerapido             | Assitec              | 0 - 3 | Roma Club           | 22-25, 24-26, 16-25               |
| 2ª Giornata - 30 ottobre 2022 Palazzetto dello Sport, Martignacco                | Libertas Martignacco | 3 - 2 | Assitec             | 18-25, 25-20, 25-19, 22-25, 15-12 |
| 3ª Giornata - 6 novembre 2022 Palestra UniMe, Messina                            | Sant'Anna            | 3 - 2 | Assitec             | 15-25, 25-18, 26-28, 25-20, 17-15 |
| 4ª Giornata - 9 novembre 2022 PalaIaquaniello, Sant'Elia Fiumerapido             | Assitec              | 2 - 3 | Vicenza             | 20-25, 25-18, 25-21, 13-25, 13-15 |
| 5ª Giornata - 13 novembre 2022 Palazzetto dello Sport, San Giovanni in Marignano | Adolfo Consolini     | 3 - 1 | Assitec             | 17-25, 25-14, 25-22, 25-19        |
| 6ª Giornata - 20 novembre 2022 PalaIaquaniello, Sant'Elia Fiumerapido            | Assitec              | 1 - 3 | Soverato            | 17-25, 17-25, 25-20, 22-25        |
| 7ª Giornata - 23 novembre 2022 PalaBellina, Marsala                              | Marsala              | 3 - 2 | Assitec             | 26-24, 21-25, 25-21, 19-25, 15-10 |
| 8ª Giornata - 27 novembre 2022 PalaIaquaniello, Sant'Elia Fiumerapido            | Assitec              | 2 - 3 | Perugia             | 20-25, 25-15, 19-25, 25-20, 3-15  |
| 10ª Giornata - 11 dicembre 2022 Palazzetto dello Sport, Latisana                 | Talmassons           | 3 - 0 | Assitec             | 25-23, 25-19, 25-23               |
| 11ª Giornata - 18 dicembre 2022 PalaIaquaniello, Sant'Elia Fiumerapido           | Assitec              | 2 - 3 | Montecchio Maggiore | 25-16, 23-25, 17-25, 25-18, 13-15 |

#### Girone di ritorno
| 12ª Giornata - 26 dicembre 2022 Palazzetto dello Sport, Guidonia Montecelio | Roma Club           | 3 - 0 | Assitec              | 25-19, 25-15, 25-20        |
| 13ª Giornata - 8 gennaio 2023 PalaIaquaniello, Sant'Elia Fiumerapido        | Assitec             | 0 - 3 | Libertas Martignacco | 15-25, 18-25, 9-25         |
| 14ª Giornata - 15 gennaio 2023 PalaIaquaniello, Sant'Elia Fiumerapido       | Assitec             | 3 - 1 | Sant'Anna            | 22-25, 25-15, 28-26, 25-14 |
| 15ª Giornata - 18 gennaio 2023 Palasport Città di Vicenza, Vicenza          | Vicenza             | 3 - 1 | Assitec              | 25-21, 14-25, 25-18, 26-24 |
| 16ª Giornata - 22 gennaio 2023 PalaIaquaniello, Sant'Elia Fiumerapido       | Assitec             | 0 - 3 | Adolfo Consolini     | 23-25, 17-25, 19-25        |
| 17ª Giornata - 5 febbraio 2023 PalaScoppa, Soverato                         | Soverato            | 3 - 0 | Assitec              | 26-24, 25-18, 25-14        |
| 18ª Giornata - 8 febbraio 2023 PalaIaquaniello, Sant'Elia Fiumerapido       | Assitec             | 3 - 1 | Marsala              | 25-14, 20-25, 25-14, 25-12 |
| 19ª Giornata - 12 febbraio 2023 PalaPellini, Perugia                        | Perugia             | 1 - 3 | Assitec              | 27-25, 21-25, 24-26, 22-25 |
| 21ª Giornata - 26 febbraio 2023 PalaIaquaniello, Sant'Elia Fiumerapido      | Assitec             | 1 - 3 | Talmassons           | 18-25, 25-22, 21-25, 13-25 |
| 22ª Giornata - 5 marzo 2023 PalaFerroli, San Bonifacio                      | Montecchio Maggiore | 3 - 1 | Assitec              | 22-25, 25-17, 25-13, 25-18 |

#### Pool salvezza
| 1ª Giornata - 12 marzo 2023 PalaIaquaniello, Sant'Elia Fiumerapido       | Assitec     | 3 - 2 | Montale     | 24-26, 25-22, 25-23, 19-25, 15-9  |
| 2ª Giornata - 19 marzo 2023 PalaFrancescucci, Casnate con Bernate        | Alba        | 3 - 1 | Assitec     | 26-24, 25-22, 24-26, 25-21        |
| 3ª Giornata - 22 marzo 2023 PalaIaquaniello, Sant'Elia Fiumerapido       | Assitec     | 2 - 3 | Lecco Picco | 21-25, 20-25, 25-19, 28-26, 7-15  |
| 4ª Giornata - 25 marzo 2023 Centro Pavesi, Milano                        | Club Italia | 2 - 3 | Assitec     | 25-20, 23-25, 19-25, 25-23, 9-15  |
| 5ª Giornata - 2 aprile 2023 PalaIaquaniello, Sant'Elia Fiumerapido       | Assitec     | 3 - 0 | Esperia     | 25-21, 25-23, 25-22               |
| 6ª Giornata - 9 aprile 2023 PalaCoim, Offanengo                          | Offanengo   | 3 - 0 | Assitec     | 25-18, 25-21, 25-21               |
| 7ª Giornata - 16 aprile 2023 Palestra Vezio Magagni, Castelnuovo Rangone | Montale     | 3 - 2 | Assitec     | 20-25, 25-20, 30-28, 15-25, 15-12 |
| 8ª Giornata - 23 aprile 2023 PalaIaquaniello, Sant'Elia Fiumerapido      | Assitec     | 3 - 2 | Alba        | 25-22, 23-25, 21-25, 25-22, 15-13 |
| 9ª Giornata - 26 aprile 2023 PalaBione, Lecco                            | Lecco Picco | 3 - 2 | Assitec     | 25-20, 25-20, 23-25, 16-25, 15-8  |
| 10ª Giornata - 30 aprile 2023 PalaIaquaniello, Sant'Elia Fiumerapido     | Assitec     | 3 - 0 | Club Italia | 25-13, 25-9, 25-20                |
| 11ª Giornata - 6 maggio 2023 PalaRadi, Cremona                           | Esperia     | 3 - 1 | Assitec     | 25-19, 20-25, 25-15, 25-21        |
| 12ª Giornata - 14 maggio 2023 PalaIaquaniello, Sant'Elia Fiumerapido     | Assitec     | 3 - 2 | Offanengo   | 18-25, 22-25, 25-21, 25-19, 15-13 |

## Statistiche

### Statistiche di squadra
| Competizione | Punti | In casa | In casa | In casa | In trasferta | In trasferta | In trasferta | Totale | Totale | Totale |
| Competizione | Punti | G       | V       | P       | G            | V            | P            | G      | V      | P      |
| ------------ | ----- | ------- | ------- | ------- | ------------ | ------------ | ------------ | ------ | ------ | ------ |
| Serie A2     | 32    | 16      | 7       | 9       | 16           | 2            | 14           | 32     | 9      | 23     |
| Totale       | -     | 16      | 7       | 9       | 16           | 2            | 14           | 32     | 9      | 23     |

G = partite giocate; V = partite vinte; P = partite perse 

### Statistiche dei giocatori
| Giocatore      | Serie A2 | Serie A2 | Serie A2 | Serie A2 | Serie A2 | Totale | Totale | Totale | Totale | Totale |
| Giocatore      | P        | PT       | AV       | MV       | BV       | P      | PT     | AV     | MV     | BV     |
| -------------- | -------- | -------- | -------- | -------- | -------- | ------ | ------ | ------ | ------ | ------ |
| I. Botarelli   | 23       | 287      | 236      | 30       | 21       | 23     | 287    | 236    | 30     | 21     |
| A. Cogliandro  | 31       | 358      | 276      | 52       | 30       | 31     | 358    | 276    | 52     | 30     |
| C. Costagli    | 25       | 210      | 161      | 41       | 8        | 25     | 210    | 161    | 41     | 8      |
| G. Di Mario    | 23       | 3        | 2        | 0        | 1        | 23     | 3      | 2      | 0      | 1      |
| D. Džaković    | 23       | 320      | 278      | 30       | 12       | 23     | 320    | 278    | 30     | 12     |
| M. Ghezzi      | 31       | 394      | 334      | 43       | 17       | 31     | 394    | 334    | 43     | 17     |
| A. Giorgetta   | 19       | 80       | 66       | 5        | 9        | 19     | 80     | 66     | 5      | 9      |
| E. Hollas      | 28       | 180      | 101      | 68       | 11       | 28     | 180    | 101    | 68     | 11     |
| N. Moschettini | 15       | 3        | 3        | 0        | 0        | 15     | 3      | 3      | 0      | 0      |
| G. Polesello   | 18       | 55       | 35       | 17       | 3        | 18     | 55     | 35     | 17     | 3      |
| N. Spinello    | 31       | 31       | 13       | 4        | 14       | 31     | 31     | 13     | 4      | 14     |
| F. Vittorio    | 27       | 0        | 0        | 0        | 0        | 27     | 0      | 0      | 0      | 0      |

P = presenze; PT = punti totali; AV = attacchi vincenti; MV = muri vincenti; BV = battute vincenti